# Onzième district congressionnel de l'Illinois
Le 11e district congressionnel de l'Illinois est un district de l'État de l'Illinois représenté par le Démocrate Bill Foster. 

## Géographie

### Redécoupage de 2011
De 1865 à 1867, le district comprenait les comtés de Bureau, LaSalle, Livingston et Woodford. De 1901 à 1947, le 11e district congressionnel comprenait les comtés de Kane, DuPage, McHenry et Will. À la suite de la loi sur la répartition du Congrès de 1947, le district couvrait une partie du Comté de Cook et l'extrême nord-ouest de Chicago, à peu près centrée sur Norwood Park. Le district n'a pas été modifié par le redécoupage de 1951. En 1961, le quartier a été élargi vers l'ouest jusqu'à la Rivière Des Plaines et vers l'est dans des parties de Lincoln Square. Le district couvrait le côté nord-ouest de Chicago jusqu'au début des années 1990, lorsqu'il s'est rapproché de sa zone actuelle, englobant la plupart des comtés de LaSalle et de Grundy, la partie sud du Comté de Will, la partie nord du Comté de Kankakee et une petite partie du sud-est du Comté de Cook. le long de la ligne d'état de l'Indiana. L'Illinois Congressional Reapportionment Act de 2001 (10 ILCS 76) a défini ses limites à la suite du recensement américain de 2000.
À la suite du Recensement Américain de 2010, le district comprend Joliet dans le Comté de Will, des parties de Naperville dans le sud du Comté de DuPage et Aurora dans le Comté de Kane. Il comprend le Laboratoire National d'Argonne. Le district couvre des parties des comtés de Cook, DuPage, Kane, Kendall et Will, à partir du redécoupage de 2011 qui a suivi le recensement de 2010. Tout ou partie d'Aurora, Bolingbrook, Darien, Joliet, Montgomery, Naperville, Lisle, Downers Grove, New Lenox, Shorewood et Woodridge sont inclus. Les représentants de ces districts ont été élus lors des élections primaires et générales de 2012, et les limites sont entrées en vigueur le 3 janvier 2013.

### Redécoupage de 2021
| #   | Comté   | Siège     | Population |
| --- | ------- | --------- | ---------- |
| 7   | Boone   | Belvidere | 53 202     |
| 31  | Cook    | Chicago   | 5 087 072  |
| 37  | DeKalb  | Sycamore  | 100 288    |
| 43  | DuPage  | Wheaton   | 921 213    |
| 89  | Kane    | Geneva    | 514 982    |
| 97  | Lake    | Waukegan  | 708 760    |
| 111 | McHenry | Woodstock | 312 800    |
| 197 | Will    | Joliet    | 700 728    |

### Villes et CDP de 10 000 habitants ou plus
- Aurora - 180 542
- Naperville - 149 540
- Elgin - 114 797
- Bolingbrook - 73 922
- Downers Grove - 50 247
- Crystal Lake - 40 269
- Romeoville - 39 863
- Woodridge - 34 158
- St. Charles - 33 081
- Algonquin - 29 700
- Lake in the Hills - 28 982
- Huntley - 28 008
- McHenry - 27 135
- Batavia - 26 098
- Woodstock - 25 630
- Belvidere - 25 339
- Lisle - 24 223
- Darien - 22 011
- Genève - 21 393
- North Aurora - 18 261
- Lemont - 17 629
- Wauconda - 14 084
- Warrenville - 13 553
- Burr Ridge - 11 192
- Campton Hills - 10 885
- Pingree Grove - 10 365

### Villes de 2 500 à 10 000 personnes
- Sugar Grove - 9 278
- Hampshire - 7 667
- Marengo - 7 568
- Lakemoor - 6 182
- Elburn - 6 175
- Volo - 6 122
- Willow Springs - 5 857
- Genoa - 5 298
- Island Lake - 5 201
- Poplar Grove - 5 049
- Palos Park - 4 899
- Lakewood - 4 283

À partir du redécoupage de 2020, ce district se déplacera pour couvrir la région du Nord de l'Illinois, englobant la plupart des comtés de McHenry et de Kane, des parties des comtés de Boone, Lake, DeKalb, DuPage, Cook et Will.
Le Comté de Lake est divisé entre ce district, le 9e district et le 10e district. Ils sont divisés par Volo Bog State Natural Area, W Brandenburg Rd, N US Highway 12, W Townline Rd, N Wilson Rd, W Chardon Rd, N Fairfield Rd, W Ivanhoe Rd, Liberty St, High St, Kimball Ave, E Liberty St, S Church St, Bangs St, W Liberty St, Westridge Dr/N Lakeview Cir, Carriage Hill Ct/Wood Creek Dr, Greenleaf Ave, Ridge Rd/Burr Oak Ln, and E Burnett Rd/Northern Ter. Le 11e district englobe la moitié des municipalités de Wauconda et d'Island Lake (partagé avec le Comté de McHenry et une partie de Lakemoor (partagé avec le Comté de McHenry) et Volo.
Le Comté de McHenry est divisé entre ce district, le 10e district, le 16e district et le  9e district. Les 11e et 10e districts sont divisés par Lily Lake Drain, W Rand Rd, Fox River, N Riverside Dr, Illinois Highway 31, Petersen Farm, Dutch Creek, McCullom Lake Rd, White Oak Ln, McCullom Lake, W Shore Dr, W Martin Rd, Bennington Ln, N Martin Rd, N Curran Rd, Old Draper Rd, Farmstead Dr, S Ridge Rd, N Valley Hill Rd, Barber Creek, Wonder Lake, Illinois Highway 120, Thompson Rd, and Slough Creek. The 11th and 16th districts are partitioned by Nelson Rd, Slough Creek, Hartland Rd, and Tomlin Rd. Les 11e et 9e districts sont divisés par EE Crystal Lake Ave, Meridian Ln, Crystal Lake Country Club, Woodscreek Park, Boulder Ridge Country Club, and Fairway View Dr. Le 11e district comprend les municipalités de Woodstock, Marengo, Riley, Franklinville, Union, Coral, Harmony, Lakewood, Bull Valley, Ridgefield, Prairie Grove, Oakwood Hills, Burtons Bridge et Holidays Hills; la plupart de McHenry; et la moitié de Crystal Lake et Huntley (partagé avec le Comté de Kane); et une partie de Port Barrington, Lake in the Hills, Algonquin, Hartlan, McCullom Lake, Island Lake (partagé avec le Comté de Lake) et Lakemoor (partagé avec le Comté de Lake)
Le Comté de Boone est divisé entre ce district et le 16e district. Ils sont séparés par Orth Rd, Poplar Grove Rd, Woodstock Rd, McKinley Ave, Squaw Prairie Rd, Beloit Rd, Illinois Business Route 20, Kishwaukee River, Wynwood Dr, N Appleton Rd, S Appleton Rd, Illinois Highway 5, and Stone Quarry Rd. Le 11e district englobe les communautés de Garden Prairie; la moitié de Belvidere, et une partie de Poplar Grove.
Le Comté de DeKalb est divisé entre ce district, le 14e district et le 16e district. Ils sont séparés par Myelle Rd, Bass Line Rd, Illinois Highway 23, Whipple Rd, Plank Rd, Swanson Rd, and Darnell Rd. Le 11e district englobe les municipalités de Genoa et de Kingston.
Le Comté de Kane est divisé entre ce district et le 8e district. Les 11e et 8e districts sont séparés par l'Illinois Highway 47, Regency Parkway, Farm Hill Dr, Del Webb Blvd, Jane Adams Memorial Tollway, Sandwald Rd, Ridgecrest Dr, Brier Hill Rd/Illinois Highway 47, Coombs Rd, Shadow Hill Dr, Campton Hills Dr, West Main St, South Tyler Rd, Division St, Fox River, North Washington Ave, Douglas Rd, Orion Rd, and East Fabyan Parkway. The 11th and 14th districts are partitioned by Lasher Rd, Illinois Highway 83, Jericho Rd, Arnold Ave, Rathbone Ave, Fox River, and New York St. Le 11e district comprend les municipalités de North Aurora, Batavia; Kaneville, Elburn, Virgil, Lilly Lake, Campton Hills et Burlington; la majorité de Hampshire ; la majeure partie de Geneva à l'ouest de la Fox River ; le sud de Pingree Grove; la moitié de St. Charles, Aurora, et Huntley (partagé avec le Comté de McHenry); et une partie de Sugar Grove, Maple Park et Elgin.
Le Comté de DuPage est divisé entre ce district, le 6e district et le 3e district. Les 11e, 3e et 6e districts sont divisés par Grand Ave, Highway 83, Central Ave, Fullerton Ave, Harvard Ave, Armitage Ave, Addison Rd, Highway 64, Westmore Ave, Plymouth St, Westwood Ave, Highway 355, Union Pacific Railroad, North Path, President St, Naperville Rd, Highway 23, Danada Ct, Arrowhead Golf Club, Herrick Rd, Galosh Ave, Butterfield Rd, Calumet Ave E, and Prairie Ave. Le 11e district englobe les municipalités Woodbrige; la majorité de Naperville; la moitié de Lemont (partagé avec les comtés de Cook et Will); une partie de Burr Ridge (partagé avec le Comté de Cook), Darien, Downers Grove, Lisle et Warrenville.
Le Comté de Cook est divisé entre ce district et le 1er district. Les 11e et 1er districts sont divisés par WW Roberta Dr, Walter St, W 127th St, Glenys Dr/Norwalk Rd, Glenys Dr/Keepataw Dr, Hillview Dr, Woodglen Ln/Berkeley Ln, Country Ln/Auburn Rd, 6th St/Kromray Rd, 119th St, Mt Vernon Memorial Estates, and McCarthy Rd. Le 11e district englobe Willow Springs; la moitié de Lemont (partagé avec les comtés de DuPage et Will) et une partie de Burr Ridge (partagé avec le Comté de DuPage) et Palos Park.
Le Comté de Will est divisé entre ce district et le 14e district. Ils sont divisés par Modaff Rd, Knoch Knolls Park, S Knight Rd, Kings Rd, Remington Blvd, The Links at Carillon, N Weber Rd, W Normantown Rd, Romeoville Prairie Nature Preserve, and the Chicago Sanitary and Ship Canal. Le 11e district englobe Bolingbrook et la moitié de Lemont (partagé avec les comtés de Cook et DuPage) et  Romeoville.

## Historique de vote
Ce tableau indique comment le district a voté aux élections présidentielles américaines ; les résultats des élections reflètent le vote dans la circonscription telle qu'elle était configurée au moment de l'élection, et non telle qu'elle est configurée aujourd'hui.
| Année | Poste     | Résultats               |
| ----- | --------- | ----------------------- |
| 2000  | Président | Bush 50,0 % – 48,0 %    |
| 2004  | Président | Bush 53,0 % – 46,0 %    |
| 2008  | Président | Obama 62,0 % – 37,0 %   |
| 2012  | Président | Obama 58,0 % – 41,0 %   |
| 2016  | Président | Clinton 58,0 % – 35,0 % |
| 2020  | Président | Biden 61,0 % – 36,0 %   |

Ce tableau indique comment le district a voté lors des récentes élections à l'échelle de l'État ; les résultats des élections reflètent le vote dans la circonscription telle qu'elle est actuellement configurée, pas nécessairement telle qu'elle était au moment de ces élections.
| Année | Poste             | Résultats                   |
| ----- | ----------------- | --------------------------- |
| 2016  | Président         | Clinton 51,7 % – 41,1 %     |
| 2016  | Sénat             | Duckworth 48,5 % – 45,2 %   |
| 2018  | Gouverneur        | Pritzker 48,2 % – 45,7 %    |
| 2018  | Procureur Général | Raoul 50,4 % – 47,0 %       |
| 2018  | Secrétaire d'État | White 65,1 % – 32,5 %       |
| 2020  | Président         | Biden 56,6 % – 41,3 %       |
| 2020  | Sénat             | Durbin 53,4 % – 41,6 %      |
| 2022  | Sénat             | Duckworth 55,6 % – 42,6 %   |
| 2022  | Gouverneur        | Pritzker 54,7 % – 42,0 %    |
| 2022  | Procureur Général | Raoul 54,3 % – 43,7 %       |
| 2022  | Secrétaire d'État | Giannoulias 54,0 % – 43,8 % |

## Liste des Représentants du district
| Membre                  | Parti        | Années                          | Congrès     | Histoire électorale |
| ----------------------- | ------------ | ------------------------------- | ----------- | --- |
| James C. Robinson (en)  | Démocrate    | 4 mars 1863 - 3 mars 1865       | 38e         | Redécoupage depuis le 7e district et réélu en 1862. Retrait pour se présenter comme Gouverneur de l'Illinois.                                                                                       |
| Samuel S. Marhsall (en) | Démocrate    | 4 mars 1865 - 3 mars 1873       | 39e - 42e   | Élu en 1864. Réélu en 1866. Réélu en 1868. Réélu en 1870. Redécoupage vers le 19e district. |
| Robert M. Knapp (en)    | Démocrate    | 4 mars 1873 - 3 mars 1875       | 43e         | Élu en 1872. Retrait. |
| Scott Wike (en)         | Démocrate    | 4 mars 1875 - 3 mars 1877       | 44e         | Élu en 1874. Retrait. |
| Robert M. Knapp (en)    | Démocrate    | 4 mars 1877 - 3 mars 1879       | 45e         | Élu en 1876. Retrait. |
| James W. Singleton (en) | Démocrate    | 4 mars 1879 - 3 mars 1883       | 46e , 47e   | Élu en 1878. Réélu en 1880. Redécoupage vers le 12e district. |
| William Neece (en)      | Démocrate    | 4 mars 1883 - 3 mars 1887       | 48e , 49e   | Élu en 1882. Réélu en 1884. Perds sa réélection. |
| William Gest (en)       | Républicain  | 4 mars 1887 - 3 mars 1891       | 50e , 51e   | Élu en 1886. Réélu en 1888. Perds sa réélection. |
| Benjamin T. Cable (en)  | Démocrate    | 4 mars 1891 - 3 mars 1893       | 52e         | Élu en 1890. Retrait. |
| Benjamin F. Marsh (en)  | Républicain  | 4 mars 1893 - 3 mars 1895       | 53e         | Redécoupage depuis le 10e district et réélu en 1892. Redécoupage vers le 15e district. |
| Walter Reeves (en)      | Républicain  | 4 mars 1895 - 3 mars 1903       | 54e - 57e   | Élu en 1894. Réélu en 1896. Réélu en 1898. Réélu en 1900. Retrait. |
| Howard M. Snapp (en)    | Républicain  | 4 mars 1903 - 3 mars 1911       | 58e - 61e   | Élu en 1902. Réélu en 1904. Réélu en 1906. Réélu en 1908. Retrait. |
| Ira C. Copley (en)      | Républicain  | 4 mars 1911 - 3 mars 1915       | 62e - 67e   | Élu en 1910. Réélu en 1912. Réélu en 1914. Réélu en 1916. Réélu en 1918. Réélu en 1920. Retrait. |
| Ira C. Copley (en)      | Progressiste | 4 mars 1915 - 3 mars 1917       | 62e - 67e   | Élu en 1910. Réélu en 1912. Réélu en 1914. Réélu en 1916. Réélu en 1918. Réélu en 1920. Retrait. |
| Ira C. Copley (en)      | Républicain  | 4 mars 1917 - 3 mars 1923       | 62e - 67e   | Élu en 1910. Réélu en 1912. Réélu en 1914. Réélu en 1916. Réélu en 1918. Réélu en 1920. Retrait. |
| Frank Reid (en)         | Républicain  | 4 mars 1923 - 3 janvier 1935    | 68e - 73e   | Élu en 1922. Réélu en 1924. Réélu en 1926. Réélu en 1928. Réélu en 1930. Réélu en 1932. Retrait. |
| Chauncey Reed (en)      | Républicain  | 3 janvier 1935 - 3 mars 1949    | 74e - 80e   | Élu en 1934. Réélu en 1936. Réélu en 1938. Réélu en 1940. Réélu en 1942. Réélu en 1944. Redécoupage vers le 14e district.                                                                           |
| Chester Chesney (en)    | Démocrate    | 3 janvier 1949 - 3 janvier 1951 | 81e         | Élu en 1948. Perds sa réélection. |
| Timothy P. Sheehan (en) | Républicain  | 3 janvier 1951 - 3 mars 1959    | 82e - 85e   | Élu en 1950. Réélu en 1952. Réélu en 1954. Réélu en 1956. Perds sa réélection. |
| Roman Pucinski (en)     | Démocrate    | 3 janvier 1959 - 3 janvier 1973 | 86e - 92e   | Élu en 1958. Réélu en 1960. Réélu en 1962. Réélu en 1964. Réélu en 1966. Réélu en 1968. Réélu en 1970. Retrait pour se présenter comme Sénateur des États-Unis.                                     |
| Frank Annunzio (en)     | Démocrate    | 3 janvier 1973 - 3 janvier 1993 | 93e - 102e  | Redécoupage depuis le 7e district et réélu en 1972. Réélu en 1974. Réélu en 1976. Réélu en 1978. Réélu en 1980. Réélu en 1982. Réélu en 1984. Réélu en 1986. Réélu en 1988. Réélu en 1990. Retrait. |
| George E. Sangmeister   | Démocrate    | 3 janvier 1993 - 3 janvier 1995 | 103e        | Redécoupage depuis le 4e district réélu en 1992. Retrait. |
| Jerry Weller            | Républicain  | 3 janvier 1995 - 3 janvier 2009 | 104e - 110e | Élu en 1994. Réélu en 1996. Réélu en 1998. Réélu en 2000. Réélu en 2004. Réélu en 2006. Retrait. |
| Debbie Halvorson        | Démocrate    | 3 janvier 2009 - 3 janvier 2011 | 111e        | Élue en 2008. Perds sa réélection. |
| Adam Kinzinger          | Républicain  | 3 janvier 2011 - 3 janvier 2013 | 112e        | Élu en 2010. Redécoupage vers le 16e district. |
| Bill Foster             | Démocrate    | 3 janvier 2013 - Présent        | 113e - 118e | Élu en 2012. Réélu en 2014. Réélu en 2016. Réélu en 2018. Réélu en 2020. Réélu en 2022. |

## Résultats des récentes élections
Voici les résultats des dix précédents cycles électoraux dans le district.

### 2004
| Élection de 2004 du 11e district congressionnel de l'Illinois | Élection de 2004 du 11e district congressionnel de l'Illinois | Élection de 2004 du 11e district congressionnel de l'Illinois | Élection de 2004 du 11e district congressionnel de l'Illinois | Élection de 2004 du 11e district congressionnel de l'Illinois |
| ------------------------------------------------------------- | ------------------------------------------------------------- | ------------------------------------------------------------- | ------------------------------------------------------------- | ------------------------------------------------------------- |
| Parti                                                         | Parti                                                         | Candidat                                                      | Votes                                                         | %                                                             |
|                                                               | Républicain                                                   | Jerry Weller (sortant)                                        | 173 057                                                       | 58,7                                                          |
|                                                               | Démocrate                                                     | Tari Renner                                                   | 121 903                                                       | 41,3                                                          |
| Total des votes                                               | Total des votes                                               | Total des votes                                               | 294 960                                                       | 100%                                                          |
|                                                               | Les Républicains conservent                                   |                                                               |                                                               |                                                               |

### 2006
| Élection de 2006 du 11e district congressionnel de l'Illinois | Élection de 2006 du 11e district congressionnel de l'Illinois | Élection de 2006 du 11e district congressionnel de l'Illinois | Élection de 2006 du 11e district congressionnel de l'Illinois | Élection de 2006 du 11e district congressionnel de l'Illinois |
| ------------------------------------------------------------- | ------------------------------------------------------------- | ------------------------------------------------------------- | ------------------------------------------------------------- | ------------------------------------------------------------- |
| Parti                                                         | Parti                                                         | Candidat                                                      | Votes                                                         | %                                                             |
|                                                               | Républicain                                                   | Jerry Weller (sortant)                                        | 109 009                                                       | 55,1                                                          |
|                                                               | Démocrate                                                     | John Pavich                                                   | 88 846                                                        | 44,9                                                          |
| Total des votes                                               | Total des votes                                               | Total des votes                                               | 197 855                                                       | 100%                                                          |
|                                                               | Les Républicains conservent                                   |                                                               |                                                               |                                                               |

### 2008
| Élection de 2008 du 11e district congressionnel de l'Illinois | Élection de 2008 du 11e district congressionnel de l'Illinois | Élection de 2008 du 11e district congressionnel de l'Illinois | Élection de 2008 du 11e district congressionnel de l'Illinois | Élection de 2008 du 11e district congressionnel de l'Illinois |
| ------------------------------------------------------------- | ------------------------------------------------------------- | ------------------------------------------------------------- | ------------------------------------------------------------- | ------------------------------------------------------------- |
| Parti                                                         | Parti                                                         | Candidat                                                      | Votes                                                         | %                                                             |
|                                                               | Démocrate                                                     | Debbie Halvorson                                              | 185 652                                                       | 58,4                                                          |
|                                                               | Républicain                                                   | Marty Ozinga                                                  | 109 608                                                       | 34,5                                                          |
|                                                               | Vert                                                          | Jason M. Wallace                                              | 22 635                                                        | 7,1                                                           |
| Total des votes                                               | Total des votes                                               | Total des votes                                               | 317 895                                                       | 100%                                                          |
|                                                               | Les Démocrates prennent aux Républicains                      |                                                               |                                                               |                                                               |

### 2010
| Élection de 2010 du 11e district congressionnel de l'Illinois | Élection de 2010 du 11e district congressionnel de l'Illinois | Élection de 2010 du 11e district congressionnel de l'Illinois | Élection de 2010 du 11e district congressionnel de l'Illinois | Élection de 2010 du 11e district congressionnel de l'Illinois |
| ------------------------------------------------------------- | ------------------------------------------------------------- | ------------------------------------------------------------- | ------------------------------------------------------------- | ------------------------------------------------------------- |
| Parti                                                         | Parti                                                         | Candidat                                                      | Votes                                                         | %                                                             |
|                                                               | Républicain                                                   | Adam Kinzinger                                                | 129 108                                                       | 57,3                                                          |
|                                                               | Démocrate                                                     | Debbie Halvorson (sortante)                                   | 96 019                                                        | 42,7                                                          |
| Total des votes                                               | Total des votes                                               | Total des votes                                               | 225 127                                                       | 100%                                                          |
|                                                               | Les Républicains conservent                                   |                                                               |                                                               |                                                               |

### 2012
| Élection de 2012 du 11e district congressionnel de l'Illinois | Élection de 2012 du 11e district congressionnel de l'Illinois | Élection de 2012 du 11e district congressionnel de l'Illinois | Élection de 2012 du 11e district congressionnel de l'Illinois | Élection de 2012 du 11e district congressionnel de l'Illinois |
| ------------------------------------------------------------- | ------------------------------------------------------------- | ------------------------------------------------------------- | ------------------------------------------------------------- | ------------------------------------------------------------- |
| Parti                                                         | Parti                                                         | Candidat                                                      | Votes                                                         | %                                                             |
|                                                               | Démocrate                                                     | Bill Foster                                                   | 148 928                                                       | 58,6                                                          |
|                                                               | Républicain                                                   | Judy Biggert (sortante)                                       | 105 348                                                       | 41,4                                                          |
| Total des votes                                               | Total des votes                                               | Total des votes                                               | 317 895                                                       | 100%                                                          |
|                                                               | Les Démocrates prennent aux Républicains                      |                                                               |                                                               |                                                               |

### 2014
| Élection de 2014 du 11e district congressionnel de l'Illinois | Élection de 2014 du 11e district congressionnel de l'Illinois | Élection de 2014 du 11e district congressionnel de l'Illinois | Élection de 2014 du 11e district congressionnel de l'Illinois | Élection de 2014 du 11e district congressionnel de l'Illinois |
| ------------------------------------------------------------- | ------------------------------------------------------------- | ------------------------------------------------------------- | ------------------------------------------------------------- | ------------------------------------------------------------- |
| Parti                                                         | Parti                                                         | Candidat                                                      | Votes                                                         | %                                                             |
|                                                               | Démocrate                                                     | Bill Foster (sortant)                                         | 93 436                                                        | 53,5                                                          |
|                                                               | Républicain                                                   | Darlene Senger                                                | 81 335                                                        | 46,5                                                          |
| Total des votes                                               | Total des votes                                               | Total des votes                                               | 174 771                                                       | 100%                                                          |
|                                                               | Les Démocrates conservent                                     |                                                               |                                                               |                                                               |

### 2016
| Élection de 2016 du 11e district congressionnel de l'Illinois | Élection de 2016 du 11e district congressionnel de l'Illinois | Élection de 2016 du 11e district congressionnel de l'Illinois | Élection de 2016 du 11e district congressionnel de l'Illinois | Élection de 2016 du 11e district congressionnel de l'Illinois |
| ------------------------------------------------------------- | ------------------------------------------------------------- | ------------------------------------------------------------- | ------------------------------------------------------------- | ------------------------------------------------------------- |
| Parti                                                         | Parti                                                         | Candidat                                                      | Votes                                                         | %                                                             |
|                                                               | Démocrate                                                     | Bill Foster (sortant)                                         | 166 578                                                       | 60,4                                                          |
|                                                               | Républicain                                                   | Tonia Khouri                                                  | 108 995                                                       | 39,6                                                          |
| Total des votes                                               | Total des votes                                               | Total des votes                                               | 275 573                                                       | 100%                                                          |
|                                                               | Les Démocrates conservent                                     |                                                               |                                                               |                                                               |

### 2018
| Élection de 2018 du 11e district congressionnel de l'Illinois | Élection de 2018 du 11e district congressionnel de l'Illinois | Élection de 2018 du 11e district congressionnel de l'Illinois | Élection de 2018 du 11e district congressionnel de l'Illinois | Élection de 2018 du 11e district congressionnel de l'Illinois |
| ------------------------------------------------------------- | ------------------------------------------------------------- | ------------------------------------------------------------- | ------------------------------------------------------------- | ------------------------------------------------------------- |
| Parti                                                         | Parti                                                         | Candidat                                                      | Votes                                                         | %                                                             |
|                                                               | Démocrate                                                     | Bill Foster (sortant)                                         | 145 407                                                       | 63,8                                                          |
|                                                               | Républicain                                                   | Nick Stella                                                   | 82 358                                                        | 36,2                                                          |
| Total des votes                                               | Total des votes                                               | Total des votes                                               | 227 765                                                       | 100%                                                          |
|                                                               | Les Démocrates conservent                                     |                                                               |                                                               |                                                               |

### 2020
| Élection de 2020 du 11e district congressionnel de l'Illinois, | Élection de 2020 du 11e district congressionnel de l'Illinois, | Élection de 2020 du 11e district congressionnel de l'Illinois, | Élection de 2020 du 11e district congressionnel de l'Illinois, | Élection de 2020 du 11e district congressionnel de l'Illinois, |
| -------------------------------------------------------------- | -------------------------------------------------------------- | -------------------------------------------------------------- | -------------------------------------------------------------- | -------------------------------------------------------------- |
| Parti                                                          | Parti                                                          | Candidat                                                       | Votes                                                          | %                                                              |
|                                                                | Démocrate                                                      | Bill Foster (sortant)                                          | 194 557                                                        | 63,3                                                           |
|                                                                | Républicain                                                    | Rick Laib                                                      | 112 807                                                        | 36,7                                                           |
|                                                                | Indépendant                                                    | Jon Harlson                                                    | 13                                                             | 0,0                                                            |
| Total des votes                                                | Total des votes                                                | Total des votes                                                | 307 377                                                        | 100%                                                           |
|                                                                | Les Démocrates conservent                                      |                                                                |                                                                |                                                                |

### 2022
| Primaire Républicaine de 2022 du 11e district congressionnel de l'Illinois | Primaire Républicaine de 2022 du 11e district congressionnel de l'Illinois | Primaire Républicaine de 2022 du 11e district congressionnel de l'Illinois | Primaire Républicaine de 2022 du 11e district congressionnel de l'Illinois | Primaire Républicaine de 2022 du 11e district congressionnel de l'Illinois |
| -------------------------------------------------------------------------- | -------------------------------------------------------------------------- | -------------------------------------------------------------------------- | -------------------------------------------------------------------------- | -------------------------------------------------------------------------- |
| Parti                                                                      | Parti                                                                      | Candidat                                                                   | Votes                                                                      | %                                                                          |
|                                                                            | Républicain                                                                | Catalina Lauf                                                              | 15 365                                                                     | 31,0                                                                       |
|                                                                            | Républicain                                                                | Jerry Evans                                                                | 11 158                                                                     | 22,5                                                                       |
|                                                                            | Républicain                                                                | Mark Carroll                                                               | 9955                                                                       | 20,1                                                                       |
|                                                                            | Républicain                                                                | Susan Hathaway-Altman                                                      | 6017                                                                       | 12,1                                                                       |
|                                                                            | Républicain                                                                | Cassandra Tanner Miller                                                    | 3730                                                                       | 7,5                                                                        |
|                                                                            | Républicain                                                                | Andrea Heeg                                                                | 3334                                                                       | 6,7                                                                        |

| Primaire Démocrate de 2022 du 11e district congressionnel de l'Illinois | Primaire Démocrate de 2022 du 11e district congressionnel de l'Illinois | Primaire Démocrate de 2022 du 11e district congressionnel de l'Illinois | Primaire Démocrate de 2022 du 11e district congressionnel de l'Illinois | Primaire Démocrate de 2022 du 11e district congressionnel de l'Illinois |
| ----------------------------------------------------------------------- | ----------------------------------------------------------------------- | ----------------------------------------------------------------------- | ----------------------------------------------------------------------- | ----------------------------------------------------------------------- |
| Parti                                                                   | Parti                                                                   | Candidat                                                                | Votes                                                                   | %                                                                       |
|                                                                         | Démocrate                                                               | Bill Foster (sortant)                                                   | 44 096                                                                  | 100%                                                                    |

| Élection de 2022 du 11e district congressionnel de l'Illinois | Élection de 2022 du 11e district congressionnel de l'Illinois | Élection de 2022 du 11e district congressionnel de l'Illinois | Élection de 2022 du 11e district congressionnel de l'Illinois | Élection de 2022 du 11e district congressionnel de l'Illinois |
| ------------------------------------------------------------- | ------------------------------------------------------------- | ------------------------------------------------------------- | ------------------------------------------------------------- | ------------------------------------------------------------- |
| Parti                                                         | Parti                                                         | Candidat                                                      | Votes                                                         | %                                                             |
|                                                               | Démocrate                                                     | Bill Foster (sortant)                                         | 149 172                                                       | 56,4                                                          |
|                                                               | Républicain                                                   | Catalina Lauf                                                 | 115 069                                                       | 43,5                                                          |
| Total des votes                                               | Total des votes                                               | Total des votes                                               | 264 241                                                       | 100%                                                          |
|                                                               | Les Démocrates conservent                                     |                                                               |                                                               |                                                               |

### 2024
| Primaire Démocrate de 2024 du 11e district congressionnel de l'Illinois | Primaire Démocrate de 2024 du 11e district congressionnel de l'Illinois | Primaire Démocrate de 2024 du 11e district congressionnel de l'Illinois | Primaire Démocrate de 2024 du 11e district congressionnel de l'Illinois | Primaire Démocrate de 2024 du 11e district congressionnel de l'Illinois |
| ----------------------------------------------------------------------- | ----------------------------------------------------------------------- | ----------------------------------------------------------------------- | ----------------------------------------------------------------------- | ----------------------------------------------------------------------- |
| Parti                                                                   | Parti                                                                   | Candidat                                                                | Votes                                                                   | %                                                                       |
|                                                                         | Démocrate                                                               | Bill Foster (sortant)                                                   | 35 159                                                                  | 76,6                                                                    |
|                                                                         | Démocrate                                                               | Qasim Rashid                                                            | 10 754                                                                  | 23,4                                                                    |

| Primaire Républicaine de 2024 du 11e district congressionnel de l'Illinois | Primaire Républicaine de 2024 du 11e district congressionnel de l'Illinois | Primaire Républicaine de 2024 du 11e district congressionnel de l'Illinois | Primaire Républicaine de 2024 du 11e district congressionnel de l'Illinois | Primaire Républicaine de 2024 du 11e district congressionnel de l'Illinois |
| -------------------------------------------------------------------------- | -------------------------------------------------------------------------- | -------------------------------------------------------------------------- | -------------------------------------------------------------------------- | -------------------------------------------------------------------------- |
| Parti                                                                      | Parti                                                                      | Candidat                                                                   | Votes                                                                      | %                                                                          |
|                                                                            | Républicain                                                                | Jerry Evans                                                                | 17 814                                                                     | 50,7                                                                       |
|                                                                            | Républicain                                                                | Susan Hathaway-Altman                                                      | 13 032                                                                     | 37,1                                                                       |
|                                                                            | Républicain                                                                | Kent Mercado                                                               | 4312                                                                       | 12,3                                                                       |

| Élection de 2024 du 11e district congressionnel de l'Illinois | Élection de 2024 du 11e district congressionnel de l'Illinois | Élection de 2024 du 11e district congressionnel de l'Illinois | Élection de 2024 du 11e district congressionnel de l'Illinois | Élection de 2024 du 11e district congressionnel de l'Illinois |
| ------------------------------------------------------------- | ------------------------------------------------------------- | ------------------------------------------------------------- | ------------------------------------------------------------- | ------------------------------------------------------------- |
| Parti                                                         | Parti                                                         | Candidat                                                      | Votes                                                         | %                                                             |
|                                                               | Démocrate                                                     | Bill Foster (sortant)                                         | 199 825                                                       | 55,6                                                          |
|                                                               | Républicain                                                   | Jerry Evans                                                   | 159 630                                                       | TBD                                                           |
|                                                               | Indépendant                                                   | Anna Schiefelbein                                             | 229                                                           | 0,1                                                           |
| Total des votes                                               | Total des votes                                               | Total des votes                                               | 359 684                                                       | 100 %                                                         |
|                                                               | Les Démocrates conservent                                     |                                                               |                                                               |                                                               |